# Cheumatopsyche gyra
Cheumatopsyche gyra är en nattsländeart som beskrevs av Ross 1938. Cheumatopsyche gyra ingår i släktet Cheumatopsyche och familjen ryssjenattsländor. Inga underarter finns listade i Catalogue of Life.